# Chondroscaphe bicolor
Chondroscaphe bicolor là một loài thực vật có hoa trong họ Lan. Loài này được (Rolfe) Dressler mô tả khoa học đầu tiên năm 2001.